# Obaga de la Font de Mur
L'Obaga de la Font de Mur és una obaga del terme municipal de Castell de Mur, dins de l'antic terme de Mur, al Pallars Jussà. Es troba en territori de l'antic poble de Mur.
Està situada al vessant septentrional de la serra que conté el castell de Mur i la col·legiata de Santa Maria de Mur, a llevant de les Ribes, al sud-oest de l'Obac de Mur. Hi discorre el Camí de Vilamolat de Mur i la carretera asfaltada que mena a Vilamolat de Mur i a Puigverd.